# 佐藤繁
佐藤 繁（さとう しげる、1940年 - ） は、日本の物理学者。東北大学名誉教授。元日本放射光学会会長。

## 人物・経歴
岩手県生まれ。1963年東北大学理学部卒業。1966年東北大学大学院理学研究科修士課程修了。東北大学教養部助手、東北大学理学部助手、東京大学物性研究所助手を経て、1979年高エネルギー物理学研究所助教授。1986年高エネルギー物理学研究所教授。1989年東北大学理学部教授。1995年東北大学大学院理学研究科教授。1997年高エネルギー加速器研究機構物質構造科学研究所運営協議員。1999年東北大学理学部長、日本放射光学会会長。2014年泉萩会会長。東北大学名誉教授。